# Jotalhão
O Jotalhão é um personagem de histórias em quadrinhos criado por Mauricio de Sousa em 1962, aparecendo nesse mesmo ano como mascote e 6 de janeiro de 1965 como personagem nas tiras do Raposão. Inserindo-se no grupo de personagens da Turma da Mata, originalmente, foi criado para ser mascote de um jornal na época, sendo um elefante cor de rosa, mas acabou sendo cancelado, tendo sua primeira aparição em 6 de janeiro de 1965, nas tiras do Raposão. O personagem se tornou mascote da Elefante, marca de extrato de tomate, agora pertencente à Cargill, antes Knorr e Cica no final dos anos noventa, desde então passou a ser um elefante verde.

## Características
Jotalhão é um elefante verde e desajeitado, protetor das matas contra os caçadores. Às vezes, ele come e arrota muito. Possui muitos amigos na Turma da Mata, dentre eles o Raposão, o Coelho Caolho e Rita Najura, uma formiguinha eternamente apaixonada por ele.

## Publicidade
Jotalhão foi criado em 1962, como mascote para uma campanha publicitária do Jornal do Brasil, que tinha um elefante como símbolo de seu caderno de anúncios classificados. Isso levou ao nome Jotalhão, mas a campanha acabou sendo cancelada. Eventualmente surgiu em comerciais do extrato de tomate Elefante, da Cica, a começar por um de 1969 em que Mônica levava o elefante para casa por ter confundindo o pedido por massa de tomate com o animal. Jotalhão eventualmente se tornou em 1979 mascote do Elefante, que até então estampava um elefante realista, e hoje é fabricado pela Cargill.

## Outras versões
Em 2010, o personagem ganhou releituras por André Ducci e Rafael Grampá no álbum MSP +50, publicado pela Panini Comics.
Em 2013, a Panini anunciou uma graphic novel da linha Graphic MSP protagonizada pela Turma da Mata, escrita por Artur Fujita, desenhos de Greg Tocchini e arte-final e cores de Davi Calil, contudo, com a impossibilidade da participação de Tocchini, o editor Sidney Gusman anunciou que teria que escolher outro ilustrador, em 2015, foi lançada a graphic novel de aventura Turma da Mata: Muralha com desenhos de Roger Cruz.